# Impromptus (Chopin)
Die Impromptus sind vier Klavierstücke von Frédéric Chopin.

## Werke
Den Stücken gemein ist die Dreiteiligkeit. Dem bewegten Beginn folgt ein ruhiger Mittelteil. Der Schluss wiederholt und variiert den Beginn. In den Motiven sieht Otto Emil Schumann enge Zusammenhänge. So erinnert das Allegretto des 2. an das Sostenuto des 1. Impromptus.

### Opus 29 As-Dur (1837/38)
Allegro assai quasi presto, gewidmet Mademoiselle la Comtesse de Lobau, wahrscheinlich Tochter von Georges Mouton de Lobau. Triolen und Pralltriller mit vielen Wiederholungen und feinen Mittelstimmen. Der Mittelteil ist eine breite, reich verzierte f-Moll-Weise über Akkorden im Bass.

### Opus 36 Fis-Dur (1840)
Allegretto, schlichte Sanglichkeit als Vorbereitung des marschigen Mittelteils in D-Dur: Punktierte Oktaven links, Fanfarenakkorde rechts, sperrige Modulation zur Rückgewinnung des Hauptthemas mit Triolen im Bass. Am Schluss lange Zweiunddreißigstel-Ketten leggiero über dem Thema im Bass.

### Opus 51 Ges-Dur (1843)
Wohl das stimmungsvollste von Chopins Impromptus. Gelöste Triolen im Tempo giusto mit Terzen und Sexten. Sanglicher Mittelteil mit Cellostimme links im parallelen es-Moll, tranquillo e sostenuto. Nachschlagende Akkordtriolen rechts, rhythmische Mischungen (Achtel gegen Achteltriolen, eingestreute Doppelschläge). Der dritte ähnelt dem ersten Teil „insofern, als er ebenfalls in dünnem, erst einstimmigen, dann zweistimmigen Satz beginnt; dann aber, mit dem Eintreten gegliederter rhythmischer Gedanken, mit den mehrfach verwendeten Begleitakkorden (in ihnen sekundweise teilweise weiterrückende Stimmen) und mit dem Hinzufügen einer Mittelstimme setzt sich eine erlesene Klangwirkung durch.“

### Opus 66 cis-Moll
Das Impromptu entstand um 1839. Chopin wollte es zeitlebens nicht veröffentlicht haben. Von der Bezeichnung als Fantaisie-Impromptu versprachen sich die Herausgeber einen größeren Erfolg. 1855, sechs Jahre nach Chopins Tod, wurde das Stück postum veröffentlicht.